# Gbenga Arokoyo
Gbenga Arokoyo (* 1. November 1992 in Kabba) ist ein nigerianischer Fußballspieler.

## Karriere

### Verein
Arokoyo erlernte das Fußballspielen in der Nachwuchsabteilung von Davish Athletic FC und anschließend an der Kwara Football Academy. Seine Profikarriere startete er anschließend 2010 bei Kwara United FC. 2012 wechselte er ins Ausland zum schwedischen Klub Mjällby AIF.
Zur Saison 2014/15 wurde er vom türkischen Erstligisten Gaziantepspor verpflichtet dunspielte hier zwei Spielzeiten lang. Danach versuchte es Arokoyo in den USA, wo er sich überhaupt nicht zurechtfand und in seinen zwei Jahren dort lediglich  1 Spiel in der MLS absolvierte; bei seiner zweiten Station blieb er gar nur 3 Wochen, bevor er nach Schweden zurückkehrte. Verletzungen beeinträchtigten seine Zeit bei Kalmar FF (fast drei Jahre), bevor er zu Umeå FC wechselte.

### Nationalmannschaft
Arokoyo absolvierte einige Einsätze für die spielt seit 2012 für die Nigerianische U-20-Nationalmannschaft.